# Powiat Imst
Powiat Imst (niem. Bezirk Imst) – powiat w zachodniej Austrii, w kraju związkowym Tyrol. Siedziba powiatu znajduje się w mieście Imst.

## Geografia
Południowa i środkowa część powiatu leży w Alpach Centralnych a północna w Północnych Alpach Wapiennych, na północy biegną Alpy Lechtalskie, w których przebiega granica z powiatem Reutte. Część od Innu do krótkiej (około 3 km) granicy z Niemcami pod masywem Zugspitze znajduje się w górach Wettersteingebirge. Wschodnia granica z powiatem Innsbruck-Land biegnie w Stubaier Alpen. Południe powiatu i granica z Włochami (Tyrol Południowy) to Alpy Ötztalskie.
W północnej części powiat przecina dolina Innu od której odbiega na północ Gurgltal, leży tam m.in. Imst, na południe odbijają długie doliny Pitztal (40 km długości) i Ötztal (65 km).

## Podział administracyjny
Powiat podzielony jest na 24 gminy, w tym jedną gminę miejską (Stadt) oraz 23 gminy wiejskie (Gemeinde).
| Miasta 1. Imst (11 135) Gminy 1. Arzl im Pitztal (3143) 2. Haiming (4885) 3. Imsterberg (823) 4. Jerzens (931) 5. Karres (644) 6. Karrösten (706) 7. Längenfeld (4893) 8. Mieming (3954) 9. Mils bei Imst (655) 10. Mötz (1361) | 1. Nassereith (2223) 2. Obsteig (1528) 3. Oetz (2380) 4. Rietz (2497) 5. Roppen (1907) 6. St. Leonhard im Pitztal (1454) 7. Sautens (1598) 8. Silz (2605) 9. Sölden (3087) 10. Stams (1583) 11. Tarrenz (2842) 12. Umhausen (3454) 13. Wenns (2155) |
| (stan liczby mieszkańców 1 stycznia 2023) | |

## Galeria

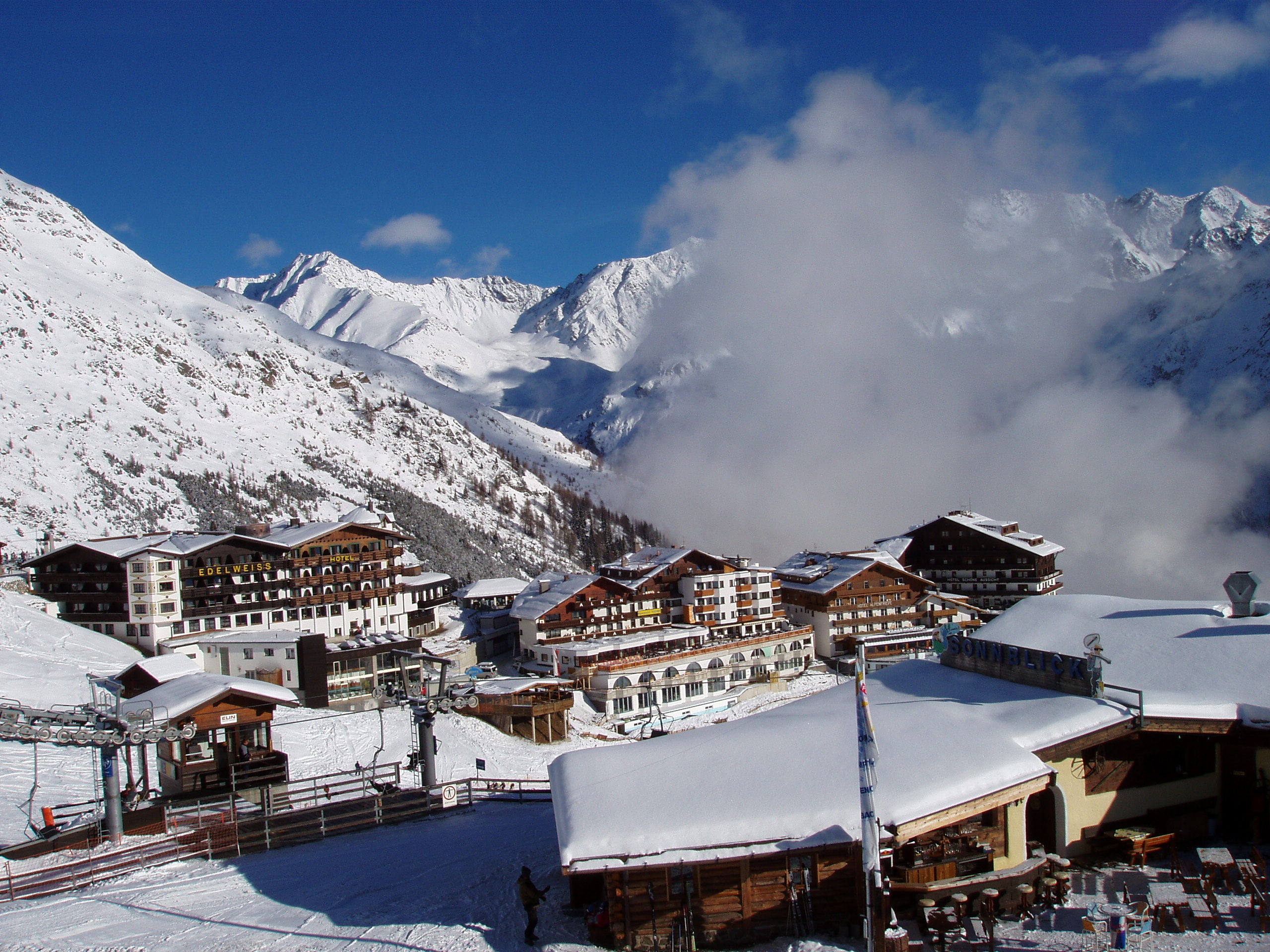
Hochsölden
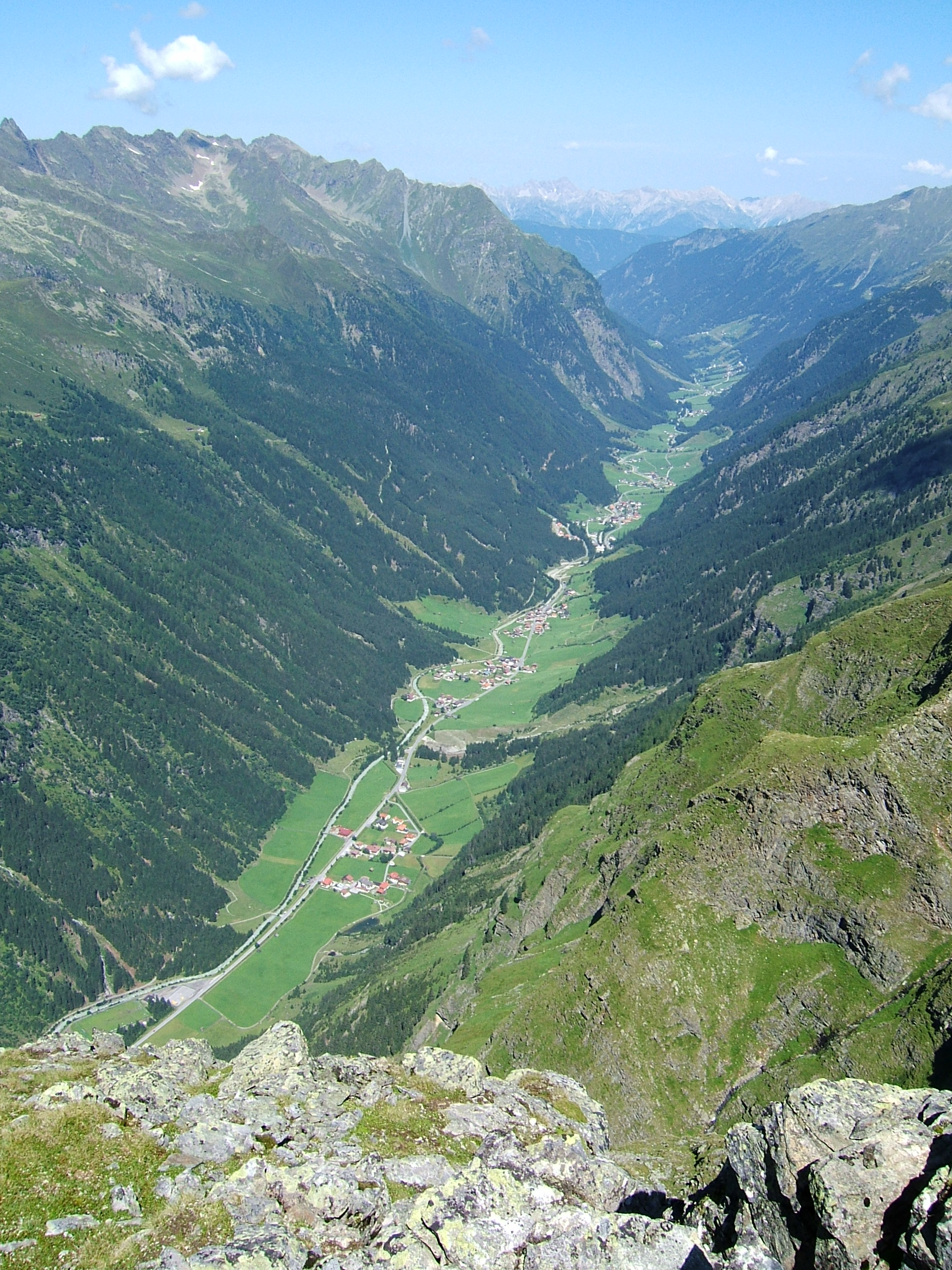
Pitztal
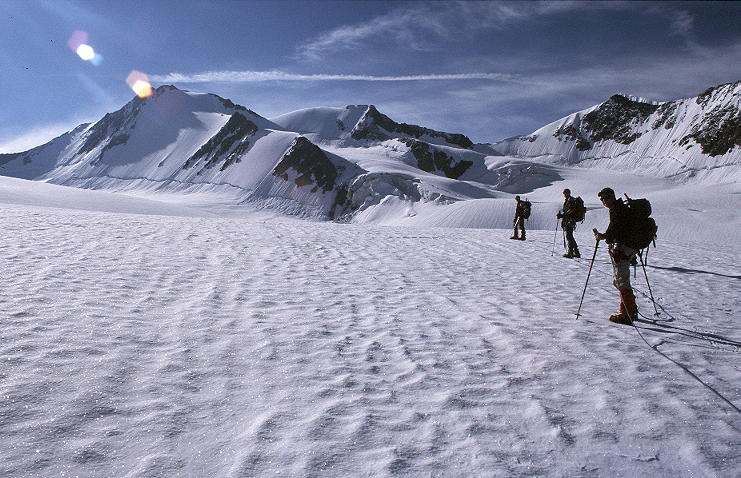
Hintere Schwärz, 3628 m n.p.m.